# Объединённая рабочая партия (Сент-Люсия)
Объединённая рабочая партия (англ. United Workers Party) — консервативная политическая партия на Сент-Люсии. Одна из трёх партий, представленных в парламенте страны. В настоящее время лидером партии является бывший премьер-министр и министр туризма Сент-Люсии Аллен Частанет. Ранее лидером партии был Джон Комптон, также бывший премьер-министр, трижды занимавший данную должность.

## История
Партия была сформирована перед всеобщими выборами 1964 года отколовшимся от правящей Лейбористской партии союзом Народной прогрессивной партии и Национального рабочего движения. Основателями союза являлись Джон Комптон, Винсент Монроуз и Морис Мейсон. Они выиграли выборы, получив 6 из 10 мест в парламенте. Партия также выигрывала выборы 1969 и 1974 годов, оставаясь правящей до 1979 года, когда она проиграла выборы Лейбористской партии. Партия вновь пришла к власти в результате выборов 1982 года, на которых получила 14 из 17 мест в парламенте. Партия оставалась во власти, выиграв досрочные выборы 1987 года и всеобщие выборы 1992 года. Партия проиграла выборы Лейбористской партии в 1997 и 2001 годах, но вернулась к власти в результате выборов 2006 года, получив 11 из 17 мест. В 2011 году партия проиграла выборы Лейбористской партии, однако выиграла их в 2016 году, вновь получив 11 из 17 мест. В 2021 году проиграла выборы Лейбористской партии. На этих выборах партия впервые с момента обретения независимости потеряла место в Микуд-Норт и сохранила только два места: премьер-министра Аллена Частанета и министра торговли Брэдли Феликса.
Партия является членом Карибского демократического союза, региональной организации правоцентристского Международного демократического союза.

## Лидеры партии
- Джон Комптон (1964–1996)
- Воан Льюис (1996–2005)
- Джон Комптон (2005–2007)
- Стивенсон Кинг (2007–2013)
- Аллен Частанет (2013–настоящее время)

## Премьер-министры от партии
- † Умер во время правления

| Номер | Фото                                   | Имя (рождение–смерть)           | Выборы          | Срок полномочий     | Срок полномочий   | Срок полномочий              | Примечания |
| Номер | Фото                                   | Имя (рождение–смерть)           | Выборы          | Вступил в должность | Покинул должность | Время в занимаемой должности | Примечания |
| ----- | -------------------------------------- | ------------------------------- | --------------- | ------------------- | ----------------- | ---------------------------- | ---------- |
| 1     |                                        | Джон Комптон (1925-2007)        | —               | 22 февраля 1979     | 2 июля 1979       | 130 дней                     | [ 4 ]      |
| 1     | 1982 6 апреля 1987 30 апреля 1987 1992 | Джон Комптон (1925-2007)        | 3 мая 1982      | 2 апреля 1996       | 13 лет, 335 дней  | [ 4 ]                        |            |
| 1     | 2006                                   | Джон Комптон (1925-2007)        | 11 декабря 2006 | 7 сентября 2007 †   | 270 дней          | [ 4 ] [ 5 ]                  |            |
| 2     |                                        | Воан Льюис (родился в 1940)     | —               | 2 апреля 1996       | 24 мая 1997       | 1 год, 52 дня                | [ 4 ]      |
| 3     |                                        | Стивенсон Кинг (родился в 1958) | —               | 7 сентября 2007     | 30 ноября 2011    | 4 года, 84 дня               | [ 4 ]      |
| 4     |                                        | Аллен Частанет (родился в 1960) | 2016            | 7 июня 2016         | 28 июля 2021      | 5 лет, 51 день               | [ 6 ]      |

## История выборов

### Выборы вПалату собрания
| Выборы         | Лидер партии   | Голоса | %      | Места    | +/–  | Позиция | Результат                 |
| -------------- | -------------- | ------ | ------ | -------- | ---- | ------- | ------------------------- |
| 1964           | Джон Комптон   | 9,615  | 51.5%  | 6 из 10  | ▲ 6  | ▲ 1     | Правительство большинства |
| 1969           | Джон Комптон   | 13,328 | 58.1%  | 6 из 10  | ▬    | ▬ 1     | Правительство большинства |
| 1974           | Джон Комптон   | 17,300 | 53.4%  | 10 из 17 | ▲ 4  | ▬ 1     | Правительство большинства |
| 1979           | Джон Комптон   | 19,706 | 43.8%  | 5 из 17  | ▼ 5  | ▼ 2     | Оппозиция                 |
| 1982           | Джон Комптон   | 27,252 | 56.2%  | 14 из 17 | ▲ 9  | ▲ 1     | Правительство большинства |
| 6 апреля 1987  | Джон Комптон   | 25,892 | 52.5%  | 9 из 17  | ▼ 5  | ▬ 1     | Правительство большинства |
| 30 апреля 1987 | Джон Комптон   | 28,046 | 53.2%  | 9 из 17  | ▬    | ▬ 1     | Правительство большинства |
| 1992           | Джон Комптон   | 33,562 | 56.7%  | 11 из 17 | ▲ 2  | ▬ 1     | Правительство большинства |
| 1997           | Воан Льюис     | 26,325 | 36.6%  | 1 из 17  | ▼ 10 | ▼ 2     | Оппозиция                 |
| 2001           | Воан Льюис     | 23,007 | 37.8%  | 3 из 17  | ▲ 2  | ▬ 2     | Оппозиция                 |
| 2006           | Джон Комптон   | 38,894 | 51.3%  | 11 из 17 | ▲ 8  | ▲ 1     | Правительство большинства |
| 2011           | Стивенсон Кинг | 39,100 | 46.96% | 6 из 17  | ▼ 5  | ▼ 2     | Оппозиция                 |
| 2016           | Аллен Частанет | 46,183 | 54.79% | 11 из 17 | ▲ 5  | ▲ 1     | Правительство большинства |
| 2021           | Аллен Частанет | 37.481 | 42.91% | 2 из 17  | ▼ 9  | ▼ 2     | Оппозиция                 |